# Bartolomeo Gatto
Bartolomeo Gatto (Moio della Civitella, 25 agosto 1938 – Salerno, 19 luglio 2021) è stato un pittore e scultore italiano.

## Biografia
Critici d’arte come Pierre Restany ed Everardo Dalla Noce lo hanno accostato ad artisti come Jackson Pollock, Kandinsky, Soutine. Le sue prime opere pittoriche sono ispirate alla sua terra, il Cilento dove sono presenti colori forti, la terra spoglia e sterile con forme semplici e dirette come la gente di quei luoghi. Dagli anni '70 prende l’avvio il ciclo pittorico dei “Bambini” dove il colore brillante e materico dei bambini e dei pianeti si staglia su cieli metafisici ed onirici. 
Attualmente è conosciuto per il ciclo pittorico delle "Pietre Amanti" che parte dalla fine degli anni '70: realizzate in bronzo, legno e pietra, le opere presentate sono intense e sensibili.
I sentimenti presenti nelle opere, così come le sue pietre, sono capaci di realizzare veri e autentici poemi visivi e il passaggio dalla tela alla materia è naturale.
Numerose sculture in pietra di grandi dimensioni sono state installate in spazi pubblici.
In più di cinquant'anni di carriera (1958-2011), Gatto ha progettato e realizzato oltre 200 mostre personali, qui ricordiamo il Museo Archeologico Nazionale di Paestum, Palazzo dei Diamanti (Ferrara), Villa Visconti Borromeo Arese Litta di Lainate, Istituti Italiani di Cultura all'estero di New York, San Francisco e Stoccarda, Palazzo Barberini a Roma, Castello di Arechi. Nel 2008 alcune sue opere sono state utilizzate dal regista Carlo Vanzina per la realizzazione del film Un'estate al mare con Biagio Izzo e Alena Šeredová. Nel 2009 realizza in bronzo la scultura "Communication" per il Premio di giornalismo Amalfi Media Award diventato nel 2011 Premio Biagio Agnes. Realizza con la Miss Italia Daniela Ferolla il catalogo di multipli "Zodiac" che rappresentano i segni zodiacali. Insieme ad Emergency realizza il volume e la mostra-progetto "Il Cappello a tre punte", una serie di opere sulla guerra in Iraq.